# استاله (استخر) زاوقان
استاله (استخر) زاوقان مربوط به دوران‌های تاریخی پس از اسلام است و در سمنان، میدان امام خمینی (ره) واقع شده و این اثر در تاریخ ۹ اردیبهشت ۱۳۸۲ با شمارهٔ ثبت ۸۶۳۹ به‌عنوان یکی از آثار ملی ایران به ثبت رسیده است.